# Georghe Constantinide
Georghe Constantinide (ur. 13 listopada 1928, zm. 14 października 2003) – rumuński koszykarz. Reprezentant kraju na igrzyskach olimpijskich w 1952 w Helsinkach. Na igrzyskach olimpijskich zagrał w obu meczach, w meczu z Włochami zdobył jeden punkt.